# Rob Chrispijn
Rob Chrispijn (Wenen, 25 november 1944) is een Nederlands producer en tekstschrijver.

## Biografie
Rob Chrispijn werd geboren in Wenen en groeide op in Amsterdam. Na een opleiding aan het Christelijk Lyceum West in Amsterdam-Nieuw-West werkte hij gedurende twee jaar als chemisch analist op een histologisch laboratorium. Naast zijn werk vertaalde hij teksten van Bob Dylan en werkte hij twee jaar als fotograaf bij Famous Artists School. Als nieuwe uitdaging begint hij zijn eigen liedteksten te schrijven. Als fotograaf blijft hij vanaf de tweede helft van de jaren zestig actief voor het muziekblad Hitweek.
Voor Chrispijn begon samen te werken met Herman van Veen speelde hij mee in de band genaamd Tuig. Met deze band nam hij de single Bons/Zuinig met haar zinnen en de elpee Tuig op. Enkele van die liedteksten zijn later ook door Herman van Veen uitgevoerd. 
Vanaf 1970 maakt Chrispijn vijftien jaar lang alle hoezen en publiciteitsfoto's voor Herman van Veen en andere artiesten aangesloten bij het muzieklabel Harlekijn Holland, zoals Hauser Orkater, Internationale Nieuwe Scene, Joost Nuissl, Loeki Knol en Harry Sacksioni. 
Hij heeft zijn eerste succes als tekstschrijver wanneer Van Veen zijn bewerking van Leonard Cohen Suzanne onder ogen krijgt en tot hit maakt. Vervolgens zal Chrispijn veel gaan samenwerken met van Veen, componist/pianist Erik van der Wurff en componist/gitarist Harry Sacksioni en doet jarenlang de productie van de platen van Herman van Veen.

## Tekstdichter
Eind jaren 70 is Chrispijn docent aan de Kleinkunstacademie in Amsterdam en introduceert daar het begrip 'emotionele logica'. Hij bedoelde hiermee dat een liedtekst een gevoelsmatige samenhang moet hebben die het gezonde verstand overstijgt. Zijn credo was: een tekst moet voor zichzelf spreken maar mag niet voor de hand liggen! 
Chrispijn begint ook te schrijven voor andere artiesten zoals Stef Bos, Conny Vandenbos, Lenette van Dongen, Hans Dorrestijn, Peter Faber, Marcel de Groot, Frank Groothof, Angela Groothuizen, Frans Halsema, Leoni Jansen, Loeki Knol, Lenny Kuhr, Paul de Leeuw, Liesbeth List (single Te veel te vaak), Heddy Lester, Loes Luca, Gerard van Maasakkers, Guus Meeuwis, Danny de Munk, Tom Oosterhuis, Joost Prinsen, Harry Sacksioni, Ernst Daniël Smid, Ramses Shaffy, Lori Spee en Herman van Veen. 
Daarnaast schreef hij ook teksten voor Sesamstraat, het Klokhuis en andere tv-programma’s.

## Overig
De teksten van 1968 tot en met 1983 zijn verschenen in een boek met de titel Chrispijn 15 jaar liedteksten
Vanaf 2004 staat Chrispijn zelf ook in het theater met het programma Ogen Met Uitzicht Op Zee. In 2004 verschijnt het gelijknamige boek, waarin ruim honderd liedteksten van Chrispijn zijn opgenomen die hij de afgelopen dertig jaar heeft geschreven. Met een gelijknamige voorstelling staat hij ook regelmatig in het theater. Eind november 2005 verschijnt Onverklaarbaar Gelukkig, een boekwerk met korte verhalen, gedichten en veel foto's over de natuur in voornamelijk Amsterdam dat Chrispijn samen met zijn oude vrienden Martin Melchers en Fred Nordheim heeft geschreven. In 2015/2016 volgt Het Volle Leven.

## Mycologie
Chrispijn is een liefhebber van paddenstoelen en was voorzitter van de Nederlandse Mycologische Vereniging. Hij schreef het boek Champignons in de Jordaan (1999) over paddenstoelen in Amsterdam, en hij werkte mee aan Verspreidingsatlas van de paddenstoelen van Nederland (2000). In 2018 verscheen Paddenstoelengeluk van zijn hand.
- Gemeinsame Normdatei: 14237637X
- International Standard Name Identifier: 0000 0000 8204 2976
- Library of Congress Control Number: n79113432
- MusicBrainz: 417d8528-d661-4b39-ad71-a4d23d1c21cc
- Nederlandse Thesaurus van Auteursnamen: 070659753
- RKD-Nederlands Instituut voor Kunstgeschiedenis: 16736
- Virtual International Authority File: 199363471
- WorldCat: E39PBJrKWhdHrfbDXrMGKdhvHC